# 会津乗合自動車
会津乗合自動車株式会社（あいづのりあいじどうしゃ）は、福島県会津若松市に本社を置くバス・タクシー会社。通称会津バス。バス事業では会津地方を中心に路線網を持つ。会津若松市・西会津町でコミュニティバスの運行受託も行っている。2013年より経営共創基盤（みちのりホールディングス）傘下事業者となっており、福島県内では中通りをエリアとする福島交通に次いで2社目のみちのりグループ入りとなる。

## 沿革
- 1943年（昭和18年）3月21日 - 設立。
  - 6月15日 - 戦時統合により、会津合同乗合自動車等より路線を譲受。
  - 12月13日 - 喜阪自動車他より路線を譲受。現在の路線網が確定。
- 1953年（昭和28年）12月 - 東武鉄道から、会津田島 - 鬼怒川温泉駅間のバス路線を引き継ぐ。
- 1969年（昭和44年）7月10日 - 「会津若松 - 郡山 - 平線」（福島交通、常磐交通自動車と共同運行）が「特急」として運行開始。
- 1986年（昭和61年）10月9日 - 野岩鉄道会津鬼怒川線開業に伴い、尾瀬沼山峠・会津田島 - 鬼怒川温泉駅間のバス路線を廃止。
- 1996年（平成8年）
  - 1月20日 - 「会津若松 - 郡山 - 平線」が磐越道経由となり、「高速バス」として運行開始。
  - 3月22日 - 福島交通と共同で、高速バス「福島 - 会津若松線」の運行を開始。高速バスの運行前は、単独で特急バスを運行。冬季は、本宮経由福島駅。冬季以外は、野地経由福島駅ゆき。
  - 5月24日 - 会津田島駅 - 尾瀬沼山峠間の路線で、蓄圧式ハイブリッドバスの運行を開始。
- 1997年（平成9年）10月2日 - 新潟交通と共同で、高速バス「会津若松 - 新潟線」の運行を開始。
- 1998年（平成10年）7月25日 - JRバス東北と共同で、高速バス「仙台 - 会津若松線」の運行を開始。
- 1999年（平成11年）12月10日 - JRバス関東と共同で、高速バス「夢街道会津号」の運行を開始。
- 2001年（平成13年）7月1日 - まちなか周遊バス実行委員会からの委託を受けて、まちなか周遊バス「ハイカラさん」の運行を開始。
- 2002年（平成14年）4月1日 - 西会津町内8路線を廃止。同町の委託を受け、廃止代替として町民バスの運行を開始。
- 2003年（平成15年）4月1日 - 喜多方駅 - 大塩（北塩原村）間の路線を廃止。代替として、磐梯東都バスが 喜多方駅 - 磐梯高原間の運行を開始。
- 2005年（平成17年）10月3日 - 同社運行の161系統中44系統を廃止する方針を固め、県に届け出る。
- 2006年（平成18年）10月1日 - 路線の大幅な廃止・統廃合が行われた。市内循環5・6コース、北会津地域巡回バスの新設。
- 2007年（平成19年）
  - 4月1日 - 第2次路線廃止、只見町から撤退。
  - 10月1日 - 会津美里町内永井野以遠5路線、本郷以遠の路線廃止。美里あいあいタクシーサービスへ移行。
- 2009年（平成21年）
  - 4月1日 - 「病院循環バス ひまわりくん」を実証実験路線として新設、市内循環1・2コースを減便。湖南地区路線・磐梯熱海駅 - 郡山駅廃止。
  - 10月1日 - 会津タクシー株式会社と事業合併する。
- 2010年（平成22年）12月2日 - 株式会社企業再生支援機構から支援を受けることが決定したと発表[2][3]。
- 2011年（平成23年）
  - 9月1日 - 猪苗代営業所を閉鎖し、猪苗代管内の全路線を廃止（路線バスは磐梯東都バスに移譲）[4]。
  - 10月1日 - 市内1・2コースを廃止し、ひまわりくんに統合。鶴ヶ城まわり・飯盛山まわりを廃止し、ハイカラさん・あかべぇに統合。市内5・6コースを廃止し、本郷線に統合。

- 2012年（平成24年）

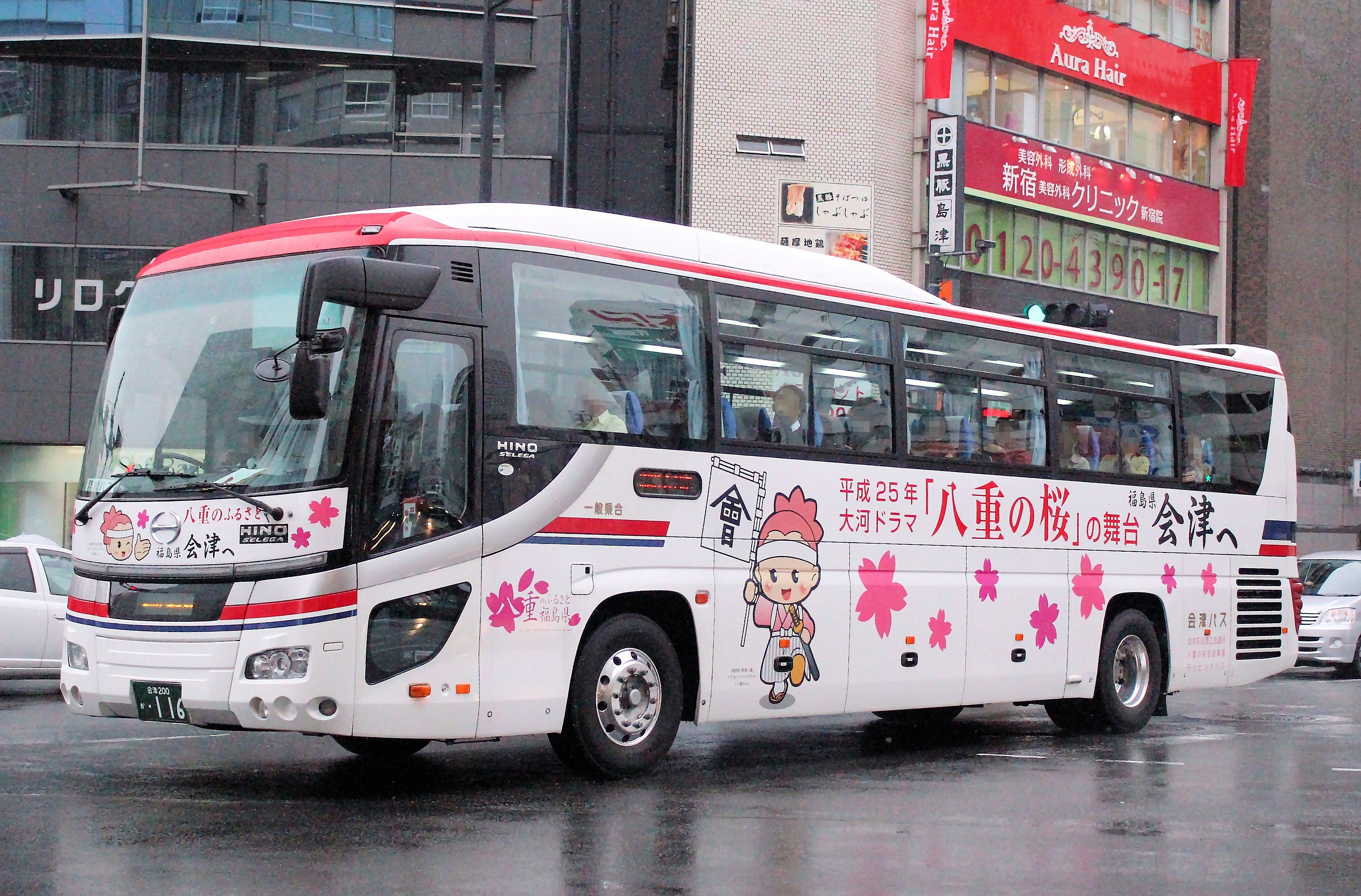
「八重の桜」ラッピングバス

  - 4月1日 - 会津坂下町内の中学校の統合と翌2013年の町内の小学校の統廃合を踏まえ、若宮地区の五ノ併、金上地区の海老沢、広瀬地区の御池田の3路線が新たに運行を開始するとともに、これまで冬季のみの運行であった若宮地区の勝方線は一部ルート変更をし通年運行となる。これらの路線は会津坂下町から会津バスに運行が委託されている。
  - 8月24日 - 2013年（平成25年）のNHK大河ドラマ「八重の桜」をPRするラッピングバスを運行開始[5]。
  - 9月1日 - 福島交通と共同で、「会津若松 - 大内宿 - 新白河線」の運行を期間限定で開始。
  - 9月30日 - 喜多方駅 - 夢の森線、喜多方駅 - 千石沢（日中温泉）線を廃止。
- 2013年（平成25年）
  - 1月12日 - 定期観光バス「八重のゆかり号」「戊辰の軌跡号」の運行を開始。同年12月1日までの土・日・祝日とお盆に運行される予定。
  - 4月6日 - 前年運行された新白河線を延伸し「会津若松 - 大内宿 - 白河線」の運行を再開。同年11月24日までの土・日・祝日に運行される予定。
  - 8月2日 - 株主である株式会社地域経済活性化支援機構（旧 株式会社企業再生支援機構）が保有するすべての株式を経営共創基盤（みちのりホールディングス）に譲渡する契約を締結[6][7][8][9]。
  - 8月30日 - 株式の譲渡が完了し同社の100%子会社になる[10]。これにより福島県で乗合バスを運行する会社では、中通りをエリアとする福島交通に次いで2社目のみちのりホールディングス傘下事業者となる。
- 2016年（平成28年）11月14日 - 福島 - 会津若松線の会津乗合自動車担当便の一部を仙台空港に延伸[11][12]。
- 2019年（平成31年）1月12日 - 尾瀬国立公園内のシャトルバス「尾瀬バス」用として、電気バス（中国BYD製）3台を導入。「尾瀬バス」の運行開始（5月中旬）までは会津若松市内（松長団地線）で運行[13][14]。
- 2022年（令和4年）5月1日 - 磐梯東都バスに代わり、喜多方・裏磐梯線の運行を開始[15]。
- 2023年（令和5年）10月1日 - 前日（9月30日）付で路線バス事業から撤退した磐梯東都バスの全4路線を継承し運行を開始[16][17]。結果として、一度撤退した猪苗代・北塩原地区の運行を再度行うこととなった。
- 2024年（令和6年）
  - 1月31日 - 芦ノ牧温泉・丸峰観光ホテル の株式を100％取得。完全子会社化 [18]
  - 7月27日 - この日から路線バス(高速バス、一部コミュニティバスは除く)でICカード「AIZU NORUCA」のサービスを開始した[19][20]。
  - 9月11日 - 福島交通とともに路線バス（高速バス、一部コミュニティバスは除く）で、クレジットカード等のタッチ決済の利用を開始[21][22][23]。
- 2025年（令和7年）2月5日 - WAONなどの電子マネーの利用を開始[21][22]。

## 本社・営業所

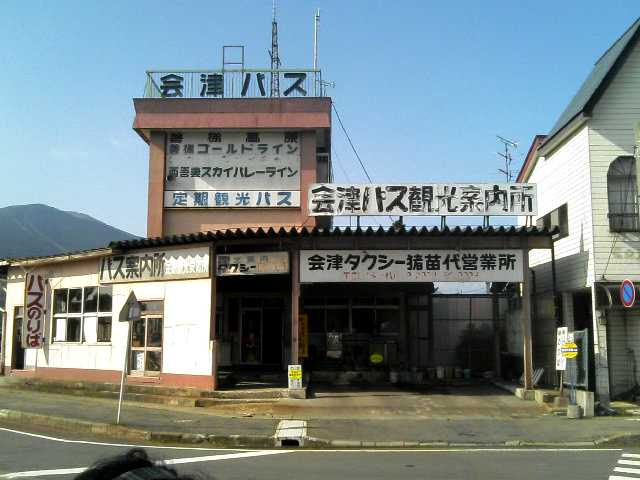
会津タクシー猪苗代営業所と同居していた会津バス猪苗代営業所（2011年9月1日廃止）

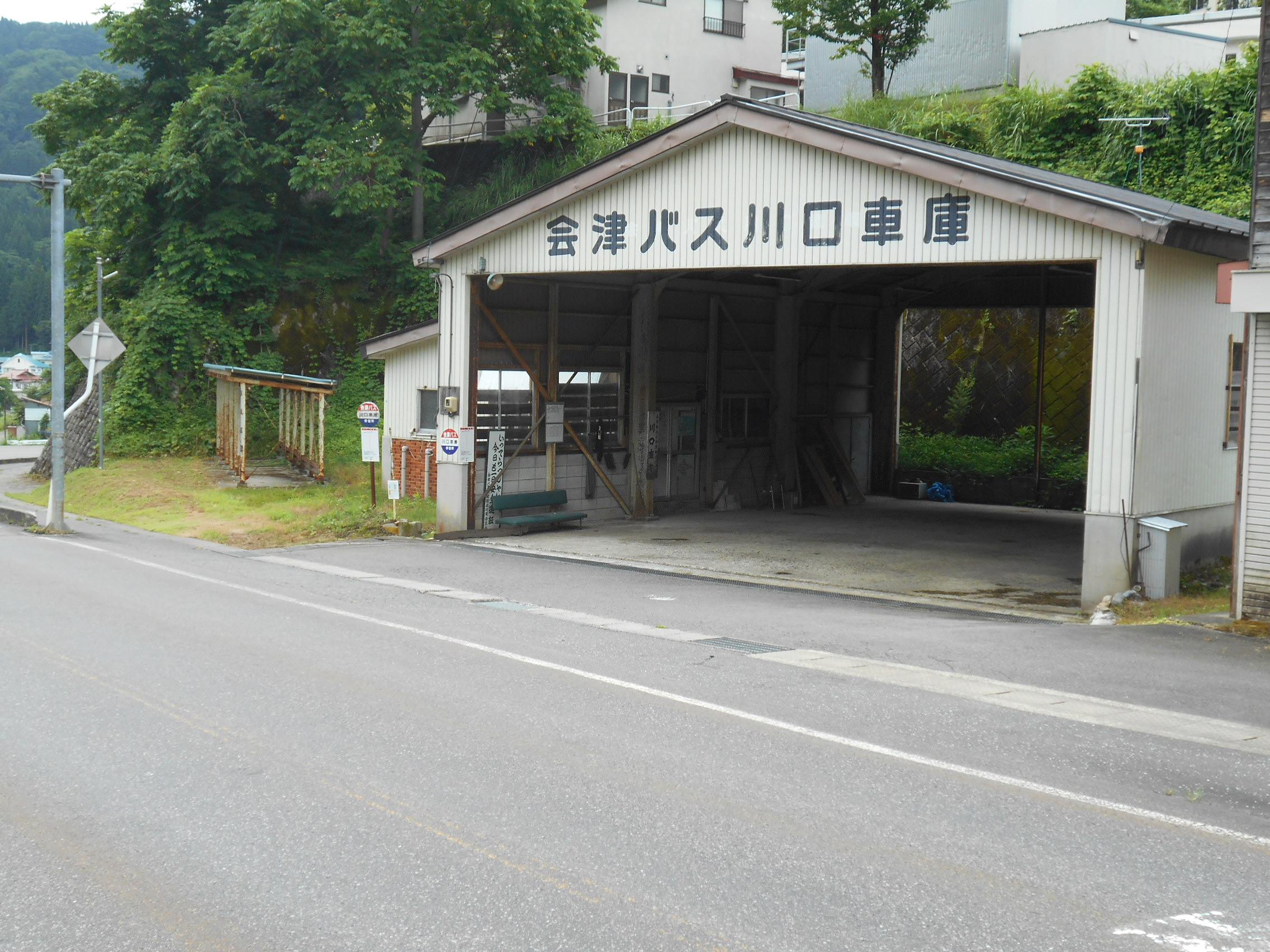
川口車庫

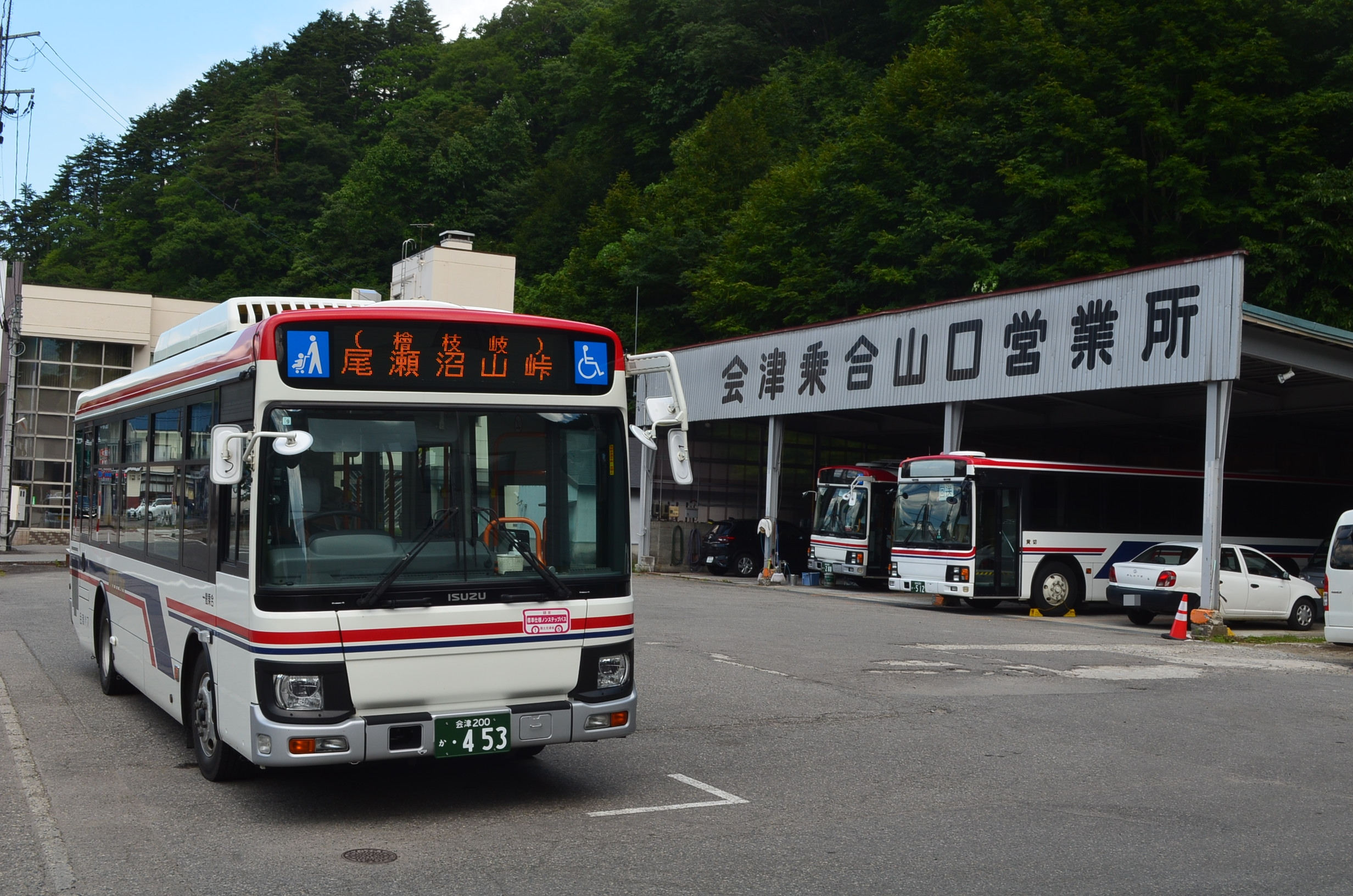
山口営業所（車庫）

- 本社兼若松営業所
  - 会津若松市白虎町195
- 芦の牧車庫
  - 会津若松市大戸町芦ノ牧
- 川口車庫
  - 大沼郡金山町川口金洗道下1498-2
- 喜多方営業所
  - 喜多方市町田8285-1
- 田島営業所
  - 南会津郡南会津町中荒井油燈下108-1
- 野沢営業所
  - 耶麻郡西会津町野沢下小屋乙3178-5
- 坂下営業所
  - 河沼郡会津坂下町大道2408
- 本郷車庫
  - 大沼郡会津美里町山道下
- 山口営業所
  - 南会津郡南会津町山口村上825-1
- 郡山湖南営業所   
  - 郡山市湖南町福良町浦83-1
- 猪苗代営業所
  - 耶麻郡猪苗代町大字千代田字柳田63

## 高速路線・長距離路線

### 仙台空港 - 福島 - 会津若松線
- 喜多方 - 郡山線[24]

運行経路
喜多方営業所・塩川グリーンプラザ - 郡山女子大学・郡山市役所・安積黎明高校 - 郡山駅前
路線沿革
2014年（平成26年）9月1日 - 運行開始。1日2往復。

### 会津若松 - 塔のへつり
- 会津若松 - 大内宿 - 塔のへつり

※季節運行

### 裏磐梯・猪苗代 - 東京線
も参照
運行経路
裏磐梯高原駅・迎賓館 猫魔離宮・裏磐梯レイクリゾート・五色沼入口・アクティブリゾーツ裏磐梯・リステル猪苗代 - バスターミナル東京八重洲
路線沿革
- 2017年（平成29年）12月18日 - 裏磐梯 - 東京・羽田空港線として運行開始。2018年3月31日までの毎日運行。1日1往復。
- 2018年（平成30年）

- 4月1日 - 東京側の発着場所を東京駅鍛冶橋駐車場一カ所とし、継続運行。
- 12月15日 - 東京側の起終点を羽田空港国際線ターミナルとし、ダイヤ改正を実施。

- 2020年（令和2年）12月15日 - 新型コロナウイルスの影響により、羽田空港国際線ターミナルバス停を休止。
- 2021年（令和3年）

- 1月18日 - 新型コロナウイルスの感染拡大および緊急事態宣言の再発令を受け、この日より全便運休。
- 3月13日 - この日の出発便より運行を再開。ただし、羽田空港国際線ターミナルバス停は休止。

- 2022年（令和4年）

- 9月26日 - 「東京駅鍛冶橋駐車場」を「バスターミナル東京八重洲」に変更。

### 郡山・喜多方線
運行経路
郡山駅前 - 虎丸 - 安積黎明高校 - 郡山市役所 - 郡山女子大学 - 桑野三丁目 - 第六中学校 - コパル前 - （磐越道） - 塩川グリーンプラザ - 下利根川 - 堂畑 - 喜多方警察署前 - 西四ツ谷南 - 西四ツ谷駐車場 - 西四ツ谷北 - 新町 - 寺町角 - 幸町 - 喜多方営業所

### 郡山・アルツ磐梯スキー場線（冬季限定運行）
運行経路
郡山駅前 - アルツ磐梯 - 磐梯山温泉ホテル

### 星野リゾート アルツ磐梯線（冬季限定運行）
運行経路
石山 - 神明通り - 若松駅前（構内） - 山見町 - 下居合中央病院前 - 道の駅ばんだい - アルツ磐梯 - 磐梯山温泉ホテル

### 郡山・裏磐梯線
運行経路
郡山駅前 - リステル猪苗代 - アクティブリゾーツ裏磐梯 - 五色沼入口 - 小野川湖入口 - 裏磐梯高原駅 - 迎賓館猫魔離宮 - 裏磐梯レイクリゾート - 大塩裏磐梯温泉 - 喜多方営業所

## 一般路線
2025年5月1日現在。

### 会津若松市内

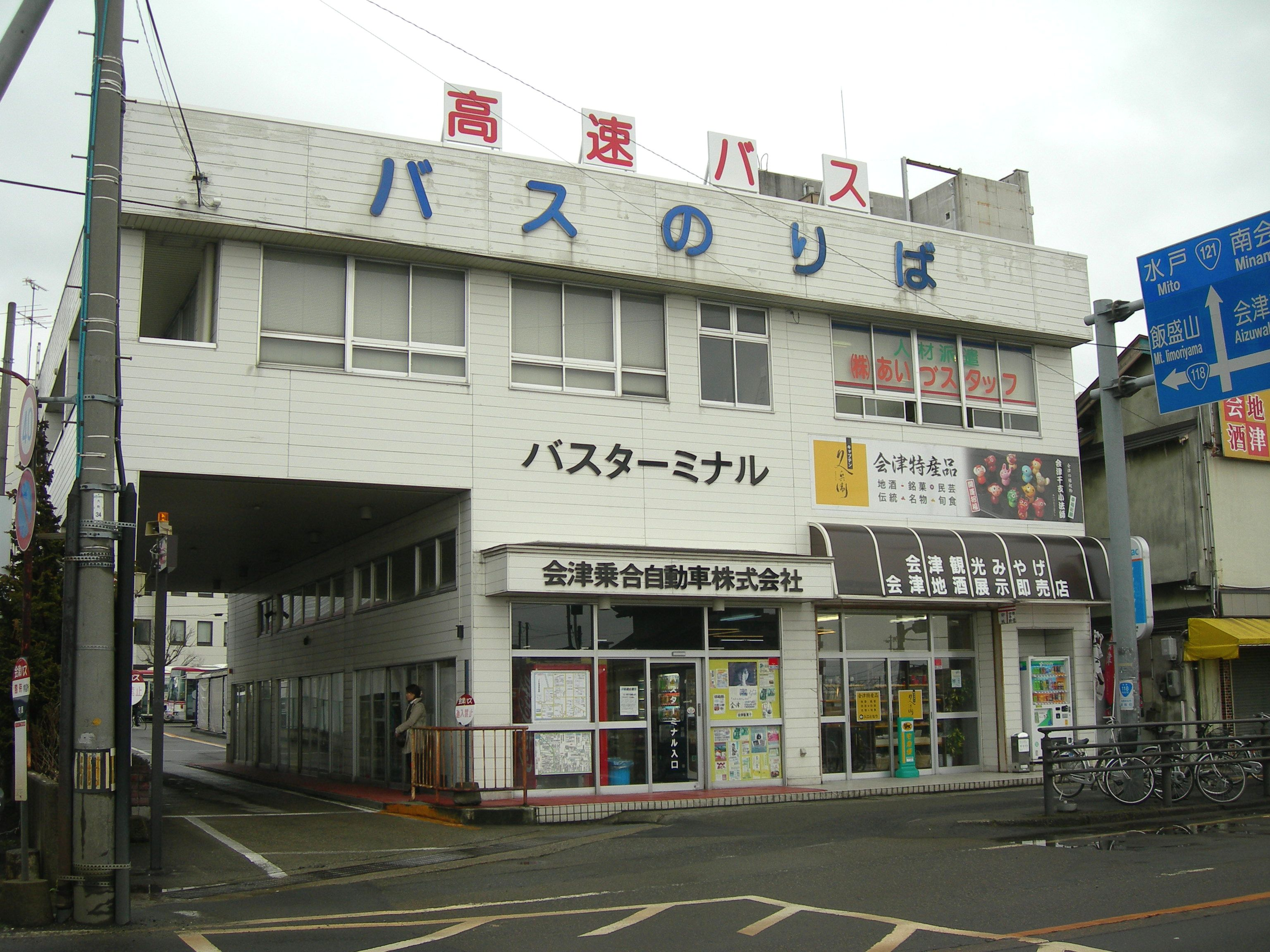
若松駅前バスターミナル

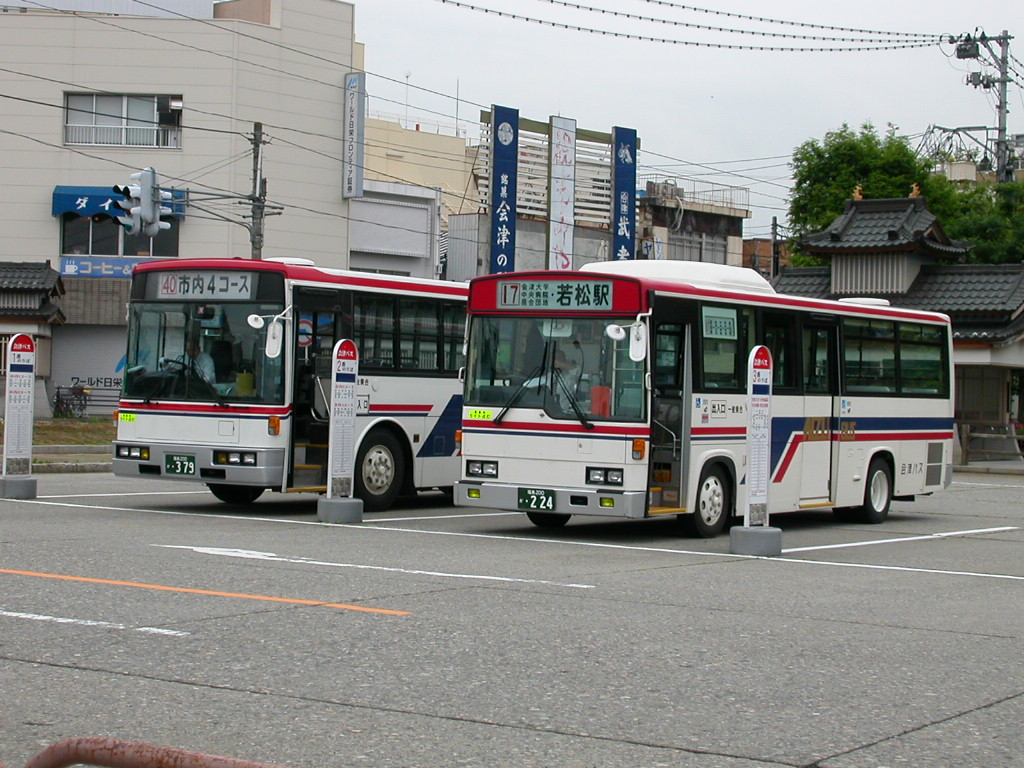
若松駅構内バス乗場（駅前広場）

このエリアの路線は若松営業所の管轄。

#### 神明・千石線
- 若松駅前 - 千石中央 - 小田橋 - 青木 - 年貢町東 - 米代二丁目 - 神明通り - 若松駅前
  - 時期不明 - 市内3・4コースとして運行開始。千石中央先回りが「市内3コース」、神明通り先回りが「市内4コース」であった。
  - 2005年（平成17年）4月1日 - 松長団地線と統合され、「市内3・4コース・松長団地線」となる。
  - 2014年（平成26年）12月1日 - 「市内3・4コース・松長団地線」が再編され、元の市内3・4コースを「神明・千石線」として分離。千石中央先回りが「千石まわり」、神明通り先回りが「神明まわり」となる。
  - 2017年（平成29年）4月1日 - 会津若松市内の路線再編[33] により、運行休止。
  - 2019年（令和元年）10月1日 - 会津若松市内の路線再編[34] により、「まちなか北循環」「まちなか南循環」「まちなか西循環」の代替として運行再開。路線名を「神明・千石線」から「千石・神明線」に変更。
  - 2023年（令和5年）12月1日 ‐ MyRideどこでもバスの試験運行開始により、MyRideどこでもバスの運行時間である9時から18時は運休となった[35]。
  - 2024年（令和6年）6月1日 ‐ MyRideどこでもバスの運行時間延長により、18時から20時の間の便も運休となる。これにより、当路線は朝、夜4便のみの運行となった[36]。

#### 中央病院・居合団地線
- 若松駅前 - 扇町南 - 会津大学前 - 会津中央病院前 - 仁愛高校前 - 居合東口 - 会津中央病院前 - 会津大学前 - 扇町南 - 若松駅前
  - 2014年（平成26年）12月1日 - 「市内3・4コース・松長団地線」が再編され、若松駅前 - 会津大学 - 居合団地間を「中央病院・居合団地線」として分離。

#### 松長団地・西若松駅線
- 北滝沢経由：若松駅前 - 山見町 - 北滝沢 - 仁愛高校前 - 松長団地 - 仁愛高校前 - 北滝沢 - 山見町 - 若松駅前 - 神明通り - 米代二丁目 - 年貢町西 - 西若松駅東口
- 大塚山入口経由：若松駅前 - 山見町 - 大塚山入口 - 会津中央病院前 - 松長団地 - 会津中央病院前 - 大塚山入口 - 山見町 - 若松駅前 - 神明通り - 米代二丁目 - 年貢町西 - 西若松駅東口
  - 時期不明 - 松長団地線として運行開始。
  - 2005年（平成17年）4月1日 - 市内3・4コースと統合され、「市内3・4コース・松長団地線」となる。中島町経由を新設。
    - 当時の経路： （市内3・4コース） - 若松駅前 - 山見町（中島町経由：飯盛山下 - 中島町） - 北滝沢 - 仁愛高校前 - 居合中央商店街 - 松長団地 - 居合中央商店街 - 会津中央病院前 - 会津大学前 - 北柳原 - 若松駅前

  - 2014年（平成26年）12月1日 - 「市内3・4コース・松長団地線」が再編され、現行路線となる。

#### 金堀線
- 若松駅前 - 郵便局前 - 蚕養神社前 - 滝沢妙国寺入口 - 戸の口第三発電所 - 金堀

#### 芦の牧線
- 新道経由：若松駅前 - 神明通り - 米代二丁目/竹田病院前 - 年貢町 - 運動公園前 - 門田駅入口 - 芦ノ牧温泉駅入口 - 大豆田 - 芦ノ牧小谷の湯前 - 芦ノ牧丸峰前 - 大川発電所前
- 旧道経由：若松駅前 - 神明通り - 米代二丁目/竹田病院前 - 年貢町 - 運動公園前 - 門田駅入口 - 芦ノ牧温泉駅入口 - 大豆田 - 仙峡閣入口 - 芦ノ牧丸峰前 - 大川発電所前
  - 2018年4月1日 - 日中帯の便を米代経由から竹田病院経由に変更。

#### 米代・河東線
- 米代二丁目 - 神明通り - 若松駅前 - 広田駅前 - （会津医療センター） - 島
- 2020年10月1日 - 熊倉・喜多方線廃止に伴い、運行開始[37]。

### 会津美里町方面
このエリアの路線は若松営業所の管轄。

#### 北会津・新鶴線
- 若松駅前バスターミナル - 神明通り - 竹田病院前 - 蟹川 - 下荒井 - 銀山橋 - 新鶴駅前 - 新鶴温泉
- 若松駅前バスターミナル - 神明通り - 竹田病院前 - 蟹川 - 下荒井 - 北会津支所
  - 2018年4月1日 - 「北会津地域巡回バス ピカリン号」と統合し、「新鶴線」から改称。
  - 2018年12月1日 - 学校登校日の一部便のみ、北会津中学校内への乗り入れを開始。

#### 永井野線
- 住吉町経由：若松駅前バスターミナル - 神明通り - 竹田病院前 - 西若松駅西 - 高田橋北 - 高田駅前 - （じげんプラザ前） - 永井野
- 年貢町経由：若松駅前バスターミナル - 神明通り - 米代二丁目 - 年貢町西 - 高田橋 - 高田駅前 - じげんプラザ前 - 永井野
  - 年貢町経由は日曜・祝日運休。

#### 本郷循環線
- 若松駅前バスターミナル - 神明通り - 竹田病院前 - 西若松駅東口 - 高田橋 - 上米塚 - 本郷庁舎 - 工業団地入口 - 高田橋 - 会津高校入口 - 竹田病院前 - 神明通り - 若松駅前バスターミナル
  - 2011年（平成23年）10月1日 - 会津若松市内の路線バス統合により廃止された市内5・6コースの代替として、工業団地経由が新設される[38]。従来のルートは上米塚経由と称する。
  - 2020年10月1日 - 上米塚経由と工業団地経由を直通運行する形に再編され、路線名を「本郷線」から改称[37]。

### 喜多方市・湯川村・会津坂下町方面
このエリアの路線は、笈川線は若松営業所の管轄、喜多方営業所発着のものは喜多方営業所の管轄、坂下営業所発着のものは坂下営業所の管轄、坂下・喜多方線は両営業所共管。若松駅前に乗り入れるものは発着地の営業所と若松営業所との共管。

#### 塩川・喜多方線
- 下荒久田経由：西若松駅東口 - 米代二丁目/竹田病院前 - 神明通り - 若松駅前[39] - 下荒久田 - 会津医療センター - 塩川グリーンプラザ - 喜多方東高校前 - 喜多方営業所 - 喜多方駅前
- アピオ経由：西若松駅東口 - 米代二丁目/竹田病院前 - 神明通り - 若松駅前[39] - 会津アピオ入口 - 会津医療センター - 塩川グリーンプラザ - 喜多方東高校前 - 喜多方営業所 - 喜多方駅前
  - 2018年4月1日 - 日中帯の便を米代経由から竹田病院経由に変更。

#### 塩川・熊倉線
- 塩川グリーンプラザ - 塩川別 - 熊倉学校前 - 喜多方東高校前 - 喜多方駅前
  - 2020年10月1日 - 熊倉・喜多方線廃止に伴い、運行開始[37]。

#### 笈川線
- 西若松駅東口 - 米代二丁目/竹田病院前 - 神明通り - 若松駅前[39] - 会津アピオ入口 - 達摩 - 湯川役場前 - 笈川学校前
  - 2018年4月1日 - 日中帯の便を米代経由から竹田病院経由に変更。

#### 坂下線
- 若松駅前バスターミナル - 郵便局前 - （竹田病院前） - 七日町駅前 - 道の駅あいづ - （坂下東小前） - 喜多方街道入口 - 坂下営業所 - 坂下厚生総合病院
  - 2020年10月1日 - 一部便の竹田病院への乗り入れを開始[37]。

#### 柳津線
- 坂下営業所 - 喜多方街道入口 - 坂下厚生総合病院 - 塔寺立木観音前 - 坂本駅前 - 柳津駅前 - 柳津虚空蔵下 - 柳津ふれあい館

#### 坂下・喜多方線
- 坂下厚生総合病院 - 坂下営業所 - 喜多方街道入口 - 鎧召 - 喜多方営業所 - 南小田付 - 喜多方駅前 - 喜多方営業所 - 喜多方高校入口 - 有隣病院前
  - 2020年10月1日 - 喜多方市内の経路変更、有隣病院前への延伸を実施[37]。

#### 杉山線
- 坂下営業所 - 喜多方街道入口 - 坂下厚生総合病院 - 塔寺立木観音前 - 窪 - 舟渡 - （洲走） - 杉山

#### 袋原線
- 坂下営業所 - 喜多方街道入口 - 坂下厚生総合病院 - （会津農業センター前） - 宇内 - 袋原

#### 勝方線
- 坂下営業所 - 喜多方街道入口 - 坂下厚生総合病院 - 勝方村中 - 牛沢集落センター前 - 厚生病院南口 - 喜多方街道入口 - 坂下営業所 - 坂下厚生総合病院

#### 御池田線
- 坂下厚生総合病院 - 坂下営業所 - 喜多方街道入口 - 坂下東小前 - 御池田 - 履形 - （坂下東小前） - 喜多方街道入口 - 坂下営業所 - 坂下厚生総合病院

#### 海老沢線
- 坂下厚生総合病院 - 坂下営業所 - 喜多方街道入口 - 坂下東小前 - 海老沢 - 中開津 - 福原 - 喜多方街道入口 - 坂下営業所 - 坂下厚生総合病院
- 海老沢→中開津→新開津→坂下東小前→喜多方街道入口→坂下営業所→坂下厚生総合病院

#### 五ノ併（中新田）線
- 坂下営業所 - 坂下厚生総合病院 - 会津農林高校前 - 中村南 - 大江西 - 樋渡 - 金沢 - 中新田 - 会津農林高校前 - 坂下厚生総合病院 - 坂下営業所

- 大江→中村南→金沢→橋本金沢→坂下厚生総合病院→坂下営業所

#### 喜多方市まちなか循環線
- 喜多方駅前 - 喜多方営業所 - 合同庁舎入口 - 喜多方高校前 - 上町一丁目 - 総合福祉センター - 喜多方市役所前 - 上町一丁目 - （以降、往路の逆順） - 喜多方駅前
  - 2020年10月1日 - 運行開始[37]。
  - 2022年6月1日 - 運行経路変更[40]。

#### 喜多方・裏磐梯線
- 喜多方駅 - 北塩原村役場 - 大塩裏磐梯温泉 - 道の駅裏磐梯 - 雄国沼登山道入口 - 裏磐梯高原駅 - 五色沼入口 - アクティブリゾーツ裏磐梯
  - 2003年3月31日 - 喜多方駅～大塩裏磐梯温泉間の会津バス路線廃止。大塩～裏磐梯間を延伸する形で磐梯東都バスによる運行開始。
  - 2022年5月1日 - 磐梯東都バスから路線を引き継ぎ、会津バスとしての運行開始[15]。

### 郡山市湖南地区方面
このエリアの路線は郡山湖南営業所の管轄。河東・湊線は若松営業所との共管。

#### 河東・湊線
- 西若松駅東口 - 米代二丁目/竹田病院前 - 神明通り - 若松駅前[39] - 山見町 - 大塚山入口 - 下居合会津中央病院前 - 広田駅 - 中田浜入口 - 原長谷川前 - 高坂
  - 2018年4月1日 - 「河東地域コミュニティバス みなづる号」と統合し、「原長谷川線」から改称。
  - 2020年10月1日 - 高坂～湖南高校間の路線廃止[37]。

#### 上戸・熱海駅線
- 勝田内 - 赤津 - 福良古町 - 湖南高校前 - 中野局前 - 湖南民俗館前 - 月形局前 - 上戸 - 太田熱海病院 - 熱海駅前
- 勝田内 - 赤津 - 福良古町 - 湖南高校前 - 中野局前 - 湖南民俗館前 - 月形局前 - 上戸駅
  - 2009年4月1日 - 熱海駅前～郡山駅前間の廃止。

#### 湖南・郡山線
- 湖南高校 - 中野局前 - (湖南民俗館前) - 山田原入口 - 多田野小学校 - 大槻営業所[42] - 希望ヶ丘
- 勝田内 - 赤津 - 福良古町 - 湖南高校前 - 中野局前 - 湖南民俗館前 - （休石） - 山田原入口 - 多田野小学校 - 大槻営業所
  - 2016年4月1日 - 運行開始。
  - 2021年4月1日 - 並行していた福島交通休石線の廃止に伴い、停留所の追加、山田原入口～大槻営業所間のクローズドドアの解除を実施[43]。

### 南会津町・下郷町・檜枝岐村方面
このエリアの路線は田島営業所の管轄。なお、檜枝岐線は山口営業所との共管である。

#### 檜枝岐線
- 会津田島駅 - 県立南会津病院 - 高野（こうや）入口 - だいくらスキー場入口 - 山口温泉きらら289 - 山口営業所 - 古町タバコ屋前 - 内川 - 高畑スキー場 - 道の駅尾瀬檜枝岐前 - 檜枝岐役場前 - 檜枝岐中土合公園前（ - 尾瀬御池 - 尾瀬沼山峠）
  - 会津田島駅⇔檜枝岐中土合公園前間は夏期（5月中旬～10月）は1日4往復、冬期（11月～翌年5月中旬）は1日2往復の運行。
  - 檜枝岐中土合公園前⇔沼山峠は冬期（11月 - 翌年5月中旬）運休。一方、夏期は道の駅尾瀬檜枝岐前⇔尾瀬沼山峠間の区間便や尾瀬御池⇔尾瀬沼山峠間のシャトルバスも運行される。
  - 高野入口より先は自由乗降区間となっている。
  - 山口営業所で3分から5分程度の休憩が取られる。
  - 2024年10月1日より、山口・内川線と檜枝岐線（旧）を統合して現行ルートとなった[44]。

#### 田島駅 - 田島高校線
- 会津田島駅 - 田島高校入口
  - 2016年4月1日 - 運行開始[41]。

#### 大内・小沼崎・枝松線
- 会津田島駅 - 田島高校入口 - 落合入口 - 会津下郷駅入口 - 下郷中学校入口 - 弥五島駅前 - 塔のへつり - 湯野上温泉駅前 - 大内宿入口 - 小沼崎
- 湯野上温泉駅前 - 大内上
- 大内宿入口 - 芦の原 - 枝松

#### 音金線
- 会津下郷駅 - 下郷中学校 - 旭田小学校前 - 養鱒公園駅前 - 音金中坪 - 養鱒公園駅前 - 旭田小学校前 - 下郷中学校 - 会津下郷駅

#### 戸赤線
- 会津下郷駅 - （下郷中学校） - 沢口 - 戸赤

#### 南倉沢線
- 会津下郷駅 - （下郷中学校） - 旭田小学校前 - 南倉沢

#### 会津下郷観光循環バス
（季節運行）
- 北循環：会津田島駅 - 会津下郷駅 - 大ケヤキ前 - 大内上 - 湯野上温泉駅 - 塔のへつり駅 - 中ノ沢観音入口 - 会津下郷駅 - 会津田島駅
- 南循環：会津下郷駅 - 養鱒公園駅前 - 養鱒公園いこいの広場 - 金子牧場入口 - （観音沼森林公園） - 金子牧場入口 - 養鱒公園駅前 - 会津下郷駅
  - 冬期を除く土休日運行。南循環の観音沼森林公園は秋季のみ経由。

#### 尾瀬口船着場線（予約制・季節運行）
- 尾瀬沼山峠 - 尾瀬御池 - 尾瀬口船着場
  - 予約制の路線バス。6月から10月のみの運行。尾瀬口船着場で奥只見ダム方面の定期船（奥只見観光船）に、さらに奥只見ダムで浦佐駅方面の路線バス（南越後観光バス）に連絡している。

### 金山町・昭和村方面
山口営業所の管轄。他路線との接続がない孤立線である。

#### 大芦線
- 川口車庫 - 会津川口駅前 - 玉梨八町温泉 - 川上 - 昭和温泉しらかば荘前 - 下中津川学校前 - 下両原 - 大芦

## 受託バス路線

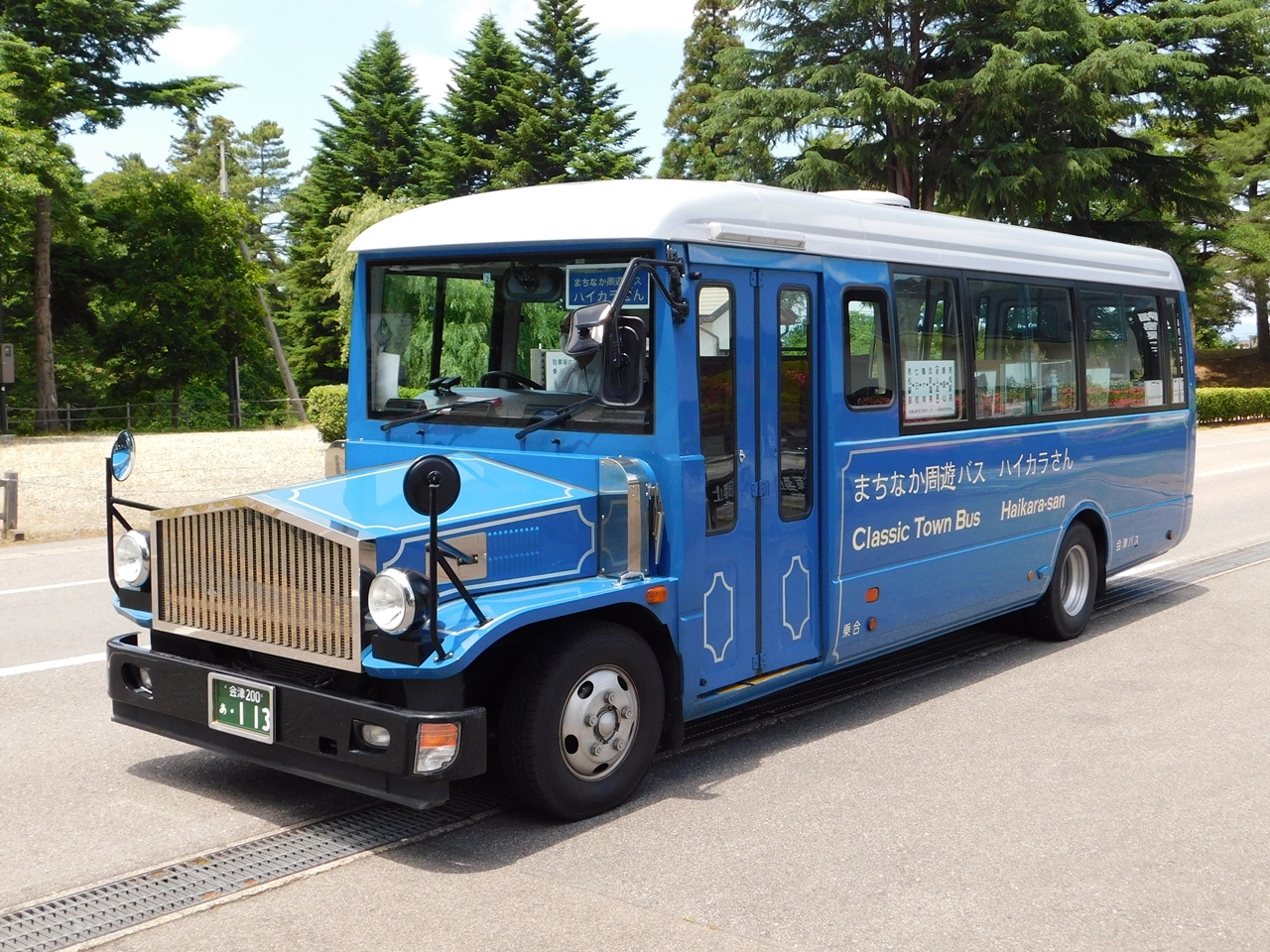
まちなか周遊バス「ハイカラさん」

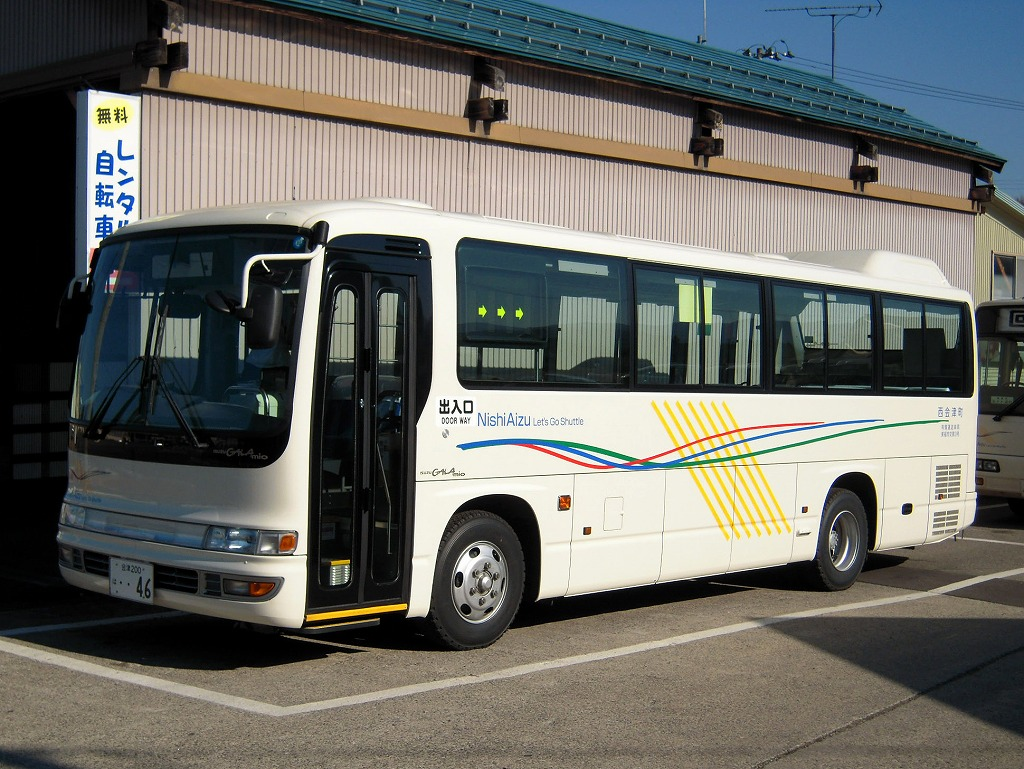
西会津町民バス「Let's Go シャトル」いすゞ・ガーラミオ（2代目）BDG-RR7JJBJ

以下の各自治体から、コミュニティバスの運行受託を行っている。

### 会津若松市コミュニティバス

#### 金川町・田園町住民コミュニティバス「さわやか号」
- 金川町児童会館 - 七日町角 - 神明通り - 山鹿クリニック西（竹田病院前） - 神明通り - 原の町 - 金川町児童会館
  - 2011年（平成23年）7月20日 - 実証実験路線「金川町・田園町コミュニティバス」として運行開始[46]。
  - 2012年（平成24年）4月1日 - 運行ルートを見直し。
  - 2012年（平成24年）7月19日 - 廃止。
  - 2014年（平成26年）11月4日 - 金川町・田園町住民コミュニティバス「さわやか号」として運行開始[47]。

### 西会津町民バス
耶麻郡西会津町で西会津町民バス「Let's Go シャトル」を受託運行している。

### 定期観光バス
- 八重のゆかり号
- 戊辰の軌跡号

## 廃止路線

### コミュニティバス

#### 南会津町「町内周遊バス」「田島市街地巡回バス」
南会津郡南会津町で、2009年7月よりコミュニティバス「南会津町内周遊バス」「田島中心市街地巡回バス」を受託運行していたが、いずれも廃止されている。

##### 南会津町内周遊バス
- 右周りコース：会津高原尾瀬口→舘岩観光案内所→内川→山口→会津田島駅→会津高原尾瀬口
- 左周りコース：会津田島駅→山口→内川→舘岩観光案内所→会津田島駅

観光路線の性格が強いコミュニティバスで、7月 - 10月の土日祝日運行。既存路線の運行がない時間帯に町内の4ヶ所を周遊する。2日間乗り降り自由のフリー乗車券（大人2000円、小人1000円）も用意された。専用車両として小型車の日野・リエッセと中型車を使用。「南会津やまなみ泊覧会（やまはく）」の野菜ラッピングが施され、リエッセは赤色にトマト・赤カブのイラスト、中型車は緑色にアスパラガス・銀杏のイラストが描かれている。車両は会津バスがもともと保有していたもの。
- 2009年（平成21年）7月 - 運行開始[50]。
- 2010年7月（平成22年）7月 - 運行中止。

##### 田島中心市街地巡回バス（南会津町）
全停留所を記載。午前の右回り順。午後は逆回りの左回りとなる。
- 会津田島駅 - 合同宿舎前 - 西町 - 高野入口 - 南会津病院 - JA会津みなみ前 - 会津田島駅 - 南会津町役場前 - あたご館前（総合支援センター田島） - 南会津町役場前 - 会津田島駅 - 祇園会館前 - 御蔵入交流館 - 折橋 - しまむら前 - 東町 - 田島税務署 - あたご館前（総合支援センター田島） - 南会津町役場前 - 会津田島駅

田島地区の生活路線としてのコミュニティバス。東日本大震災の影響により2便が運休となる  。そのまま2011年3月末をもって利用者が少ないことを理由に運行中止された。
土日を含む毎日、午前3回・午後2回運行。運賃は100円均一。会津田島駅を起終点とする8の字型ループの経路で、町役場、病院、公共施設などを結び地域内を循環する。「しまむら前」停留所はファッションセンターしまむら田島店前。国道121号上の経路はバス停留所のみで乗降可、それ以外の区間はすべてフリー乗降区間となっていた。
- 2009年（平成21年）7月 - 運行開始[50][52][53]。車両は三菱ふそう・エアロミディME（宝くじ号）を使用[50]。
- 2009年（平成21年）10月 - 専用車両としてノンステップバスの日野・ポンチョ（1ドアショートボディ）を導入。「会津田島祇園祭」の図柄がラッピングされる[50]。車両は町が購入・所有[48]。
- 2010年（平成22年）1月 - ダイヤ改正。
- 2011年（平成23年）3月18日 - 東日本大震災の影響により、燃料の定期的な補給が見込めないためしばらくの間、田島市街地巡回バスを含む南会津管内の4路線で運休が発生[51]。
- 2011年（平成23年）3月31日 - 運行中止[52][53]。

#### 北会津地域巡回バス「ピカリン号」
- 若松駅前 - 郵便局前 - 會津稽古堂 - 竹田病院前 - （西若松駅東口） - 高田橋北 - 北会津支所 - 真宮北 - 蟹川 - （西若松駅東口） - 竹田病院前 - 會津稽古堂 - 郵便局前 - 若松駅前
西若松駅東口には立ち寄らない便がある。
  - 2006年（平成18年）10月1日 - 系統新設。
  - 2018年（平成30年）4月1日 - 新鶴線と路線統合し、「北会津・新鶴線」として一般路線化。

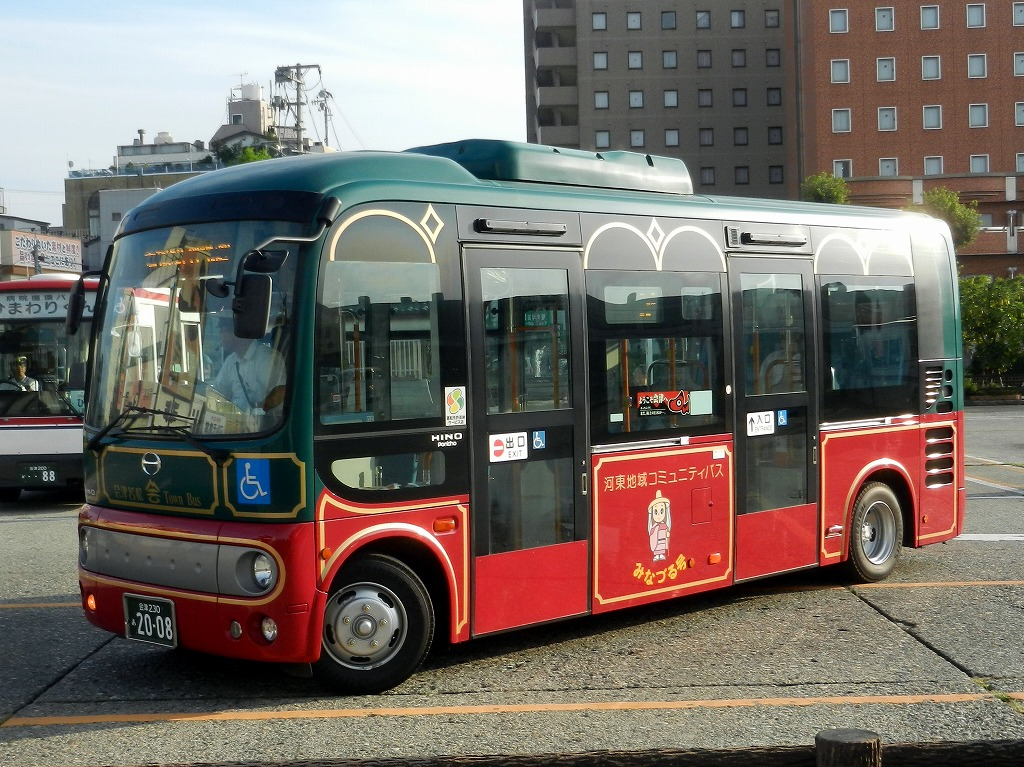
河東地域コミュニティバス「みなづる号」 日野・ポンチョ

##### 河東地域コミュニティバス「みなづる号」（一般路線化）
- 會津稽古堂 - 神明通り - 若松駅前 - 山見町 - 大塚山入口 - 下居合会津中央病院前 - 河東総合体育館入口 - 河東支所 - 広田駅 - 會津藩校日新館 - 会津村
  - 2008年（平成20年）10月1日 - 系統新設。当初は現行ルート（山見町経由）のほか、飯盛山経由（山見町に代えて、飯盛山下・中島町を経由した）が存在した[54]。
  - 2010年（平成22年）4月1日 - 飯盛山経由を廃止し、山見町経由に統一[55]。
  - 2018年（平成30年）4月1日 - 一般路線化。原長谷川線と路線統合、「河東・湊線」となる[56]。同年4月2日よりデマンドバス（乗合タクシー）河東地域内交通「みなづる号」運行開始。完全予約制で乗車定員8名のワゴン車による運行となり、委託事業者が合資会社広田タクシーに変更される[57]。

### 病院循環バス「ひまわりくん」
- 東まわり: 若松駅前 - 一高前 - 穴澤病院前 - 小田垣 - 鶴ヶ城南口 - 年貢町西 - 西若松駅東口 - 竹田病院前 - 七日町角 - 若松駅前
- 西まわり: 若松駅前 - 七日町角 - 竹田病院前 - 西若松駅東口 - 年貢町西 - 鶴ヶ城南口 - 小田垣 - 上町 - 相生町 - 若松駅前

2009年（平成21年）4月1日 - 実証実験路線として運行開始。
本路線には運行開始当初から専用車両が割り当てられており、運行開始時の車両はノンステップバスのクセニッツCITY-III（元はなバス）で、のちに車椅子スロープ板付きワンステップバスの日産ディーゼル・RN（元京王バス・富士重工8E京王特注マスク）に置き換えられた。クセニッツCITY-IIIは緑色、日産ディーゼル・RNは青色の「ひまわりくん」専用塗装となっていた。また運賃も1回乗車210円（大人：2014年の消費税率改定後）の均一運賃が採用されていた。
2011年（平成23年）10月1日 - 会津若松市内の路線バス統合により市内1・2コースが廃止され、同路線が経由していた地域を通るようルートが変更される。
2017年（平成29年）4月1日 - 会津若松市内の路線再編 により、運行休止となった。

### 一般路線
- リズム時計線
  - 若松駅前 - 郵便局前 - 米代バスセンター - リズム時計
    - 2010年11月30日 - 路線廃止。
- 山都・いいでのゆ線
  - 山都駅前 - 相川 - 一の木 - いいでの湯 - 川入
    - 2011年8月31日 - 路線廃止。
- 鶴ヶ城まわり線・飯盛山まわり線
  - 若松駅前 - 神明通り - 鶴ヶ城入口 - 県立病院前 - 天寧寺町/御薬園入口 - 会津武家屋敷前 - 東山温泉駅 - 会津武家屋敷前 - 飯盛山団地 - 会津短大南口 - 若松駅前
    - 2011年10月1日 - 「ハイカラさん」「あかべぇ」に統合される形で路線廃止。
- 市内１・２コース
  - 若松駅前 - 千石町 - 県立病院前 - 鶴ヶ城南口 - 西若松駅東口 - 竹田病院前 - 若松駅前
    - 2011年10月1日 - 「病院循環バス ひまわりくん」に統合される形で路線廃止。
- 市内５・６コース
  - 若松駅前 - 神明通り - 米代二丁目 - 会津高校入口 - 運動公園前 - 工業団地北 - 高田橋 - 西若松駅東口 - 竹田病院前 - 神明通り - 若松駅前
    - 2011年10月1日 - 本郷線に統合される形で路線廃止。
- 木賊線
  - 田島高校前 - 田島駅前 - 県立南会津病院 - 中荒井駅前 - 会津荒海駅前 - 会津高原尾瀬口駅 - 舘岩観光案内所前 - 湯ノ花清滝前 - 木賊入口 - 上木賊
    - 2012年3月31日 - 路線廃止。
- まちなか北循環
  - 若松駅前 - 会津短大南口 - 千石中央 - 会津若松市役所前 - 神明通り - 若松駅前
若松駅前発12時台までは会津短大南口先回り、13時台以降は神明通り先回りで運行。
    - 2017年（平成29年）4月1日 - 会津若松市内の路線再編[33] により、「神明・千石線」および「ひまわりくん」の経由していた地域のうち千石町以北の地域を循環するバスとして運行開始。
    - 2019年10月1日 - 会津若松市内の路線再編[34] により、路線廃止。
- まちなか南循環
  - 若松駅前 → 神明通り → 会津若松市役所前 → 御薬園西口 → 小田橋 → 青木 → 年貢町東 → 米代二丁目 → 神明通り → 若松駅前
    - 2017年（平成29年）4月1日 - 会津若松市内の路線再編[33] により、「神明・千石線」の経由していた地域のうち千石町以南の地域を循環するバスとして運行開始。
    - 2019年10月1日 - 会津若松市内の路線再編[34] により、路線廃止。
- まちなか西循環
  - 西若松駅東口 - 年貢町西 - 鶴ヶ城南口 - 市民会館會津風雅堂前 - 鶴ヶ城入口 - 神明通り - 竹田病院前 - 西若松駅東口
    - 2017年（平成29年）4月1日 - 会津若松市内の路線再編[33] により、「ひまわりくん」の経由していた地域を循環するバスとして運行開始。
    - 2019年10月1日 - 会津若松市内の路線再編[34] により、路線廃止。
- 坂下・会津医療センター線
  - 坂下営業所 - 喜多方街道入口 - 道の駅あいづ - 会津医療センター
    - 2014年（平成26年）4月1日 - 系統新設[59]。
    - 2020年2月28日 - 路線廃止[60]。
- 熊倉・喜多方線
  - 米代二丁目 - 神明通り - 若松駅前[39] - 広田駅前 - 熊倉学校前 - 喜多方東高校前 - 喜多方駅前
    - 2018年4月1日 - 日中帯の便を米代経由から竹田病院経由に変更。
    - 2020年10月1日 - 路線廃止[37]。
- 仁愛高校線
  - 若松駅前 - 山見町 - 北滝沢 - 仁愛高校前
    - 系統新設時は西若松駅東口を始発としていたが[61]、後に若松駅前始発に短縮された。
    - 2021年4月1日 - 路線廃止[62]。
- 坂下・山都線
  - 緑町・坂下営業所 - 塔寺立木観音前 - 窪 - 西羽賀 - 荻野駅前 - 山都駅前
    - 2021年10月1日 - 路線廃止。
- 山口・内川線
  - 会津田島駅 - 県立南会津病院 - 駒止湿原入口 - だいくらスキー場入口 - 山口温泉きらら289 - 山口営業所 - 古町タバコ屋前 - 内川
    - 2024年10月1日より、檜枝岐線（旧）と路線を統合し、檜枝岐線となる[44]。
- 檜枝岐線（旧）
  - 会津高原尾瀬口駅 - 八総 - （たかつえスキー場） - 舘岩観光案内所前 - 木賊入口 - 内川 - 道の駅尾瀬檜枝岐前 - 檜枝岐中土合公園前（ - 尾瀬御池 - 尾瀬沼山峠）
    - たかつえスキー場は経由しない便あり。桧枝岐中土合公園前から沼山峠は冬期運休。
    - 2021年5月1日 - 会津田島駅～会津高原尾瀬口駅、舘岩観光案内所前～湯の花清滝前の区間を廃止[63]。
    - 2024年10月1日より、山口・内川線に路線が統合され[44]、これに伴って廃止。廃止区間のうち、会津田島駅⇔会津高原尾瀬口駅⇔舘岩地区間は予約制乗合タクシー「んだべぇタクシー（舘岩地区）」に代替されている[64]。 また、会津高原尾瀬口駅 - たかつえスキー場間は冬期間の指定日のみ1日1往復運行。

### 空港連絡バス
- 福島空港リムジンバス
  - 東山温泉駅 - 若松駅前 - 福島空港

### 高速バス
- 会津若松・郡山 - 成田空港線

（千葉交通と共同運行）
- 2016年（平成28年）12月23日 - 運行開始（2017年3月13日までの金・土・日・月のみ運行した）。1日1往復。

## 車両
会津バスの車両は大半が日野自動車、いすゞ自動車・日産ディーゼル（現：UDトラックス）製である。三菱ふそう車はまちなか周遊バスに使用される三菱ふそう・ローザボンネットバスなど、2012年以前はわずかであったが、2013年に初めて一般路線車と貸切バスが中古で、高速バスに三菱ふそう・エアロエースが自社発注で導入されている。
過去には、2007年に関東バスからクセニッツ製の小型ノンステップバス「CITY-III」（東京都西東京市のコミュニティバス「はなバス」で使用していた車両）が2台移籍し、1台が赤色の車体で「あかべぇ」、もう1台が緑色の車体で「社会実験バス」→「病院循環バス ひまわりくん」に使用されていたが、2010年7月に前者が、2011年5月に後者が廃車となり、現在はクセニッツ製は在籍していない。
2002年頃までに導入された路線バス（自社発注）は大半が中型のトップドア車で、方向幕装備車のほとんどは現代では珍しい手巻き式を採用していた。その後これらの車両の方向幕はLED表示器に取り換えられたが、中には方向幕装備から最新型の白色LED表示器に交換された車両もある。また1990年代はトルコンAT車を積極的に導入していたことも特筆される。
中古車は2003年に東武バスから導入したのを皮切りに、現在は首都圏を中心に幅広い事業者からの車両を導入している。交通バリアフリー法施行後に導入された車両は中扉を装備しているが、通常は前乗り前降りで中扉は車椅子乗降時以外使用しない。公式サイトには「車椅子でご利用の方は、事前に若松営業所にご連絡下さい」「ベビーカーは折りたたんでご乗車下さい」と記載がある。
高速バスは、運行開始からしばらくはすべて貸切車（1985年頃から1998年頃まで、シャーシメーカーを問わず富士重工業製の車体であった）の改造により充当していた。貸切転用車も方向幕装備車のほとんどは手巻き式を採用していた。
近年では新車（セレガR・二代目セレガ・ガーラ・エアロエース）も導入され、夢街道会津号などを中心に運用されている。また、これら新車の一部には希望ナンバー制度により福島ナンバーから会津ナンバーに交換したものもある。高速バス、貸切バスにジェイアールバス関東などの中古車も導入されている。
高速バスの塗装は2018年より、みちのりグループ傘下の岩手県北自動車、茨城交通、日立電鉄交通サービスなどとともに、共通デザイン「みちのりエクスプレス (MEX) 」カラーに切り替えを開始した。自社車両の塗り替えや中古車両の購入時に順次変更されている。新デザインはオレンジとシャンパンゴールドという組み合わせで、えちごトキめき鉄道の観光列車「雪月花」、土佐くろしお鉄道・中村駅やJR枕崎駅のデザインを行うなど、公共交通のデザインに造詣が深い建築家の川西康之のデザインが採用された。

### 車両画像一覧

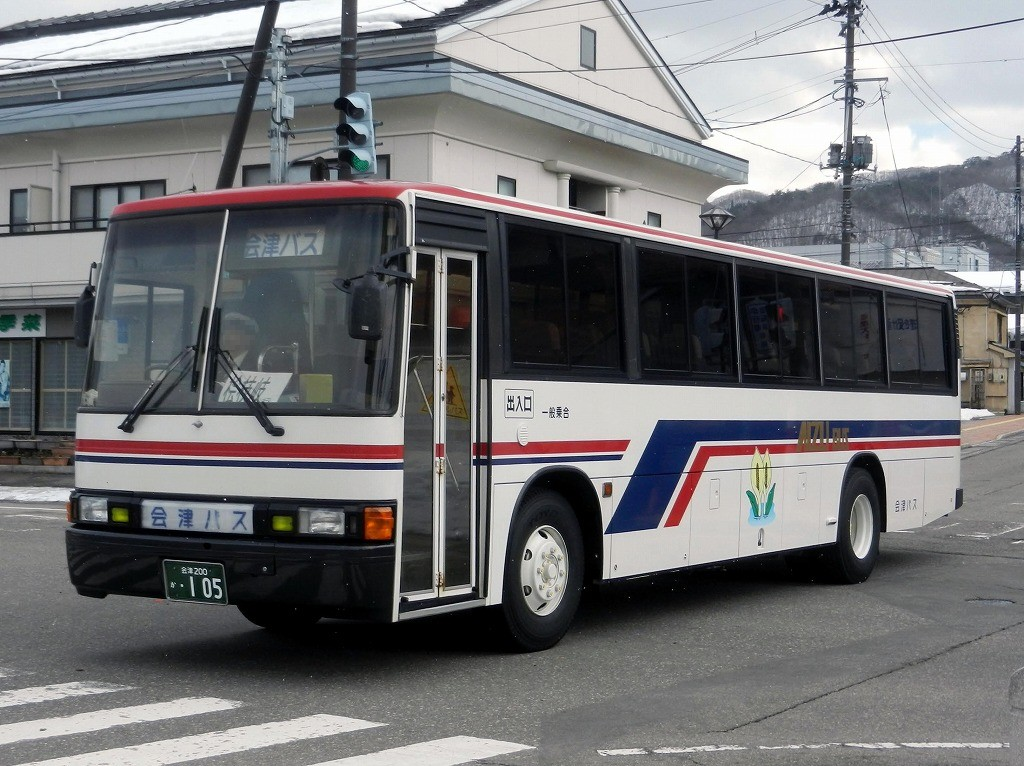
大型の路線用車両 日野・ブルーリボン（田島営業所所属。廃車済）
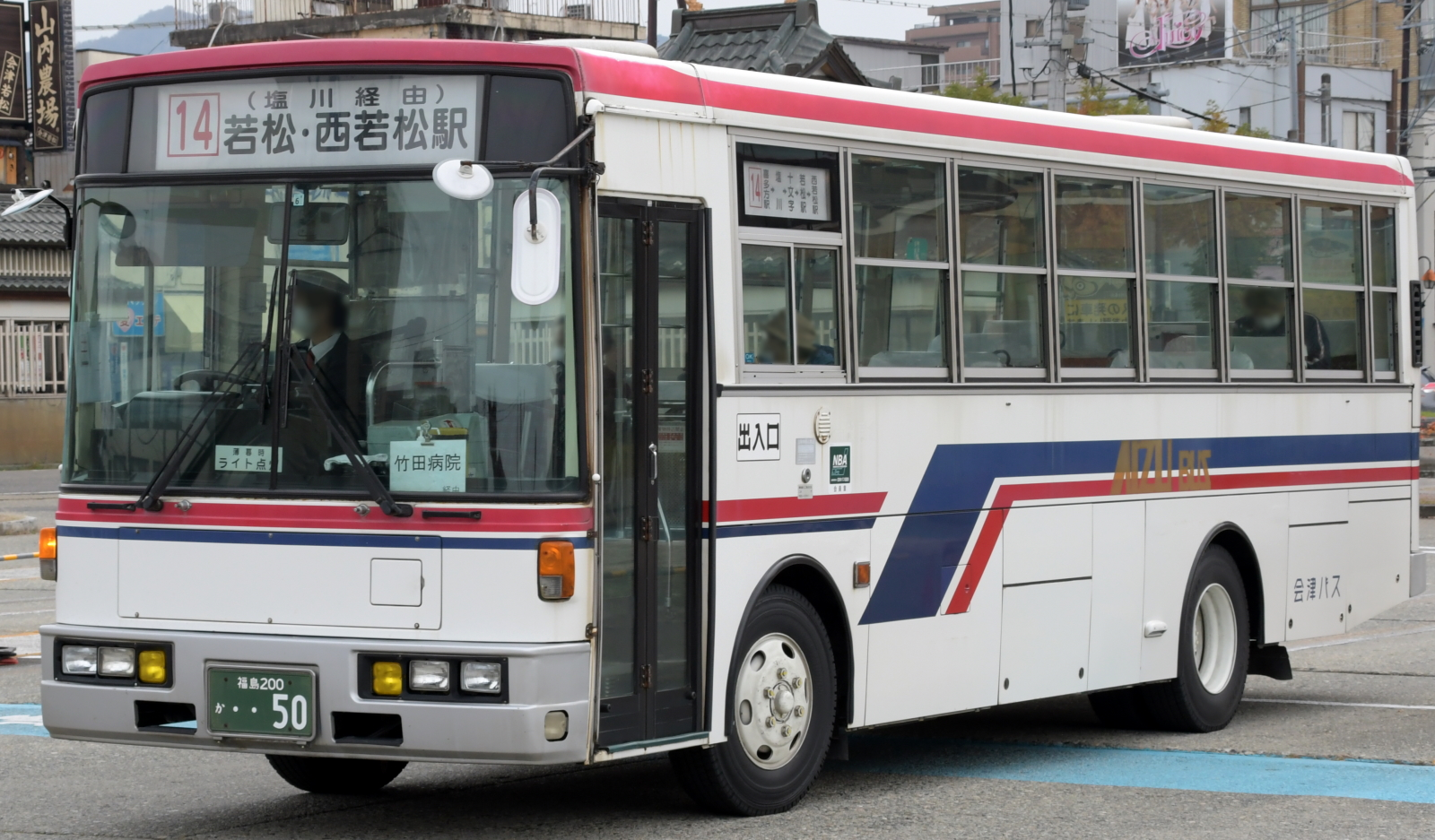
中型の路線用車両 日産ディーゼル・RMトップドア
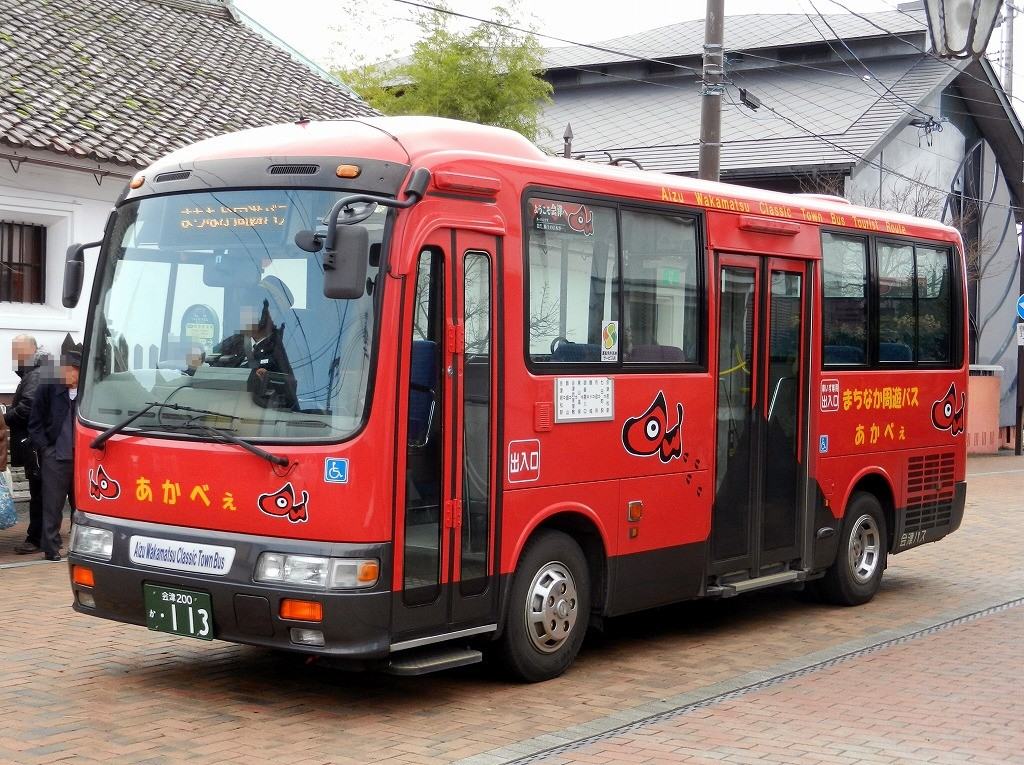
まちなか周遊バス「あかべぇ」日野・リエッセ PB-RX6JFAA
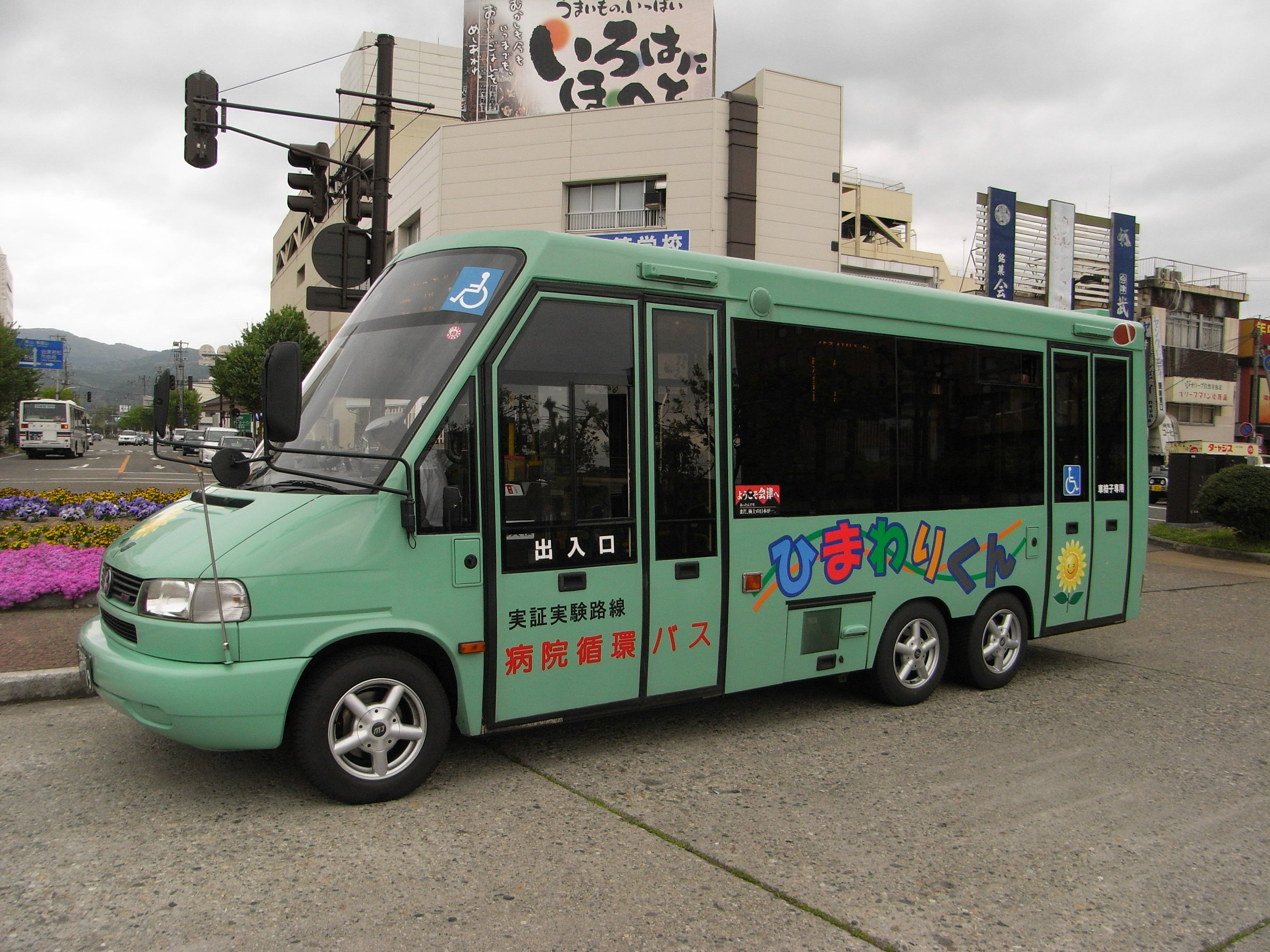
初代「ひまわりくん」クセニッツCITY-III（廃車済）
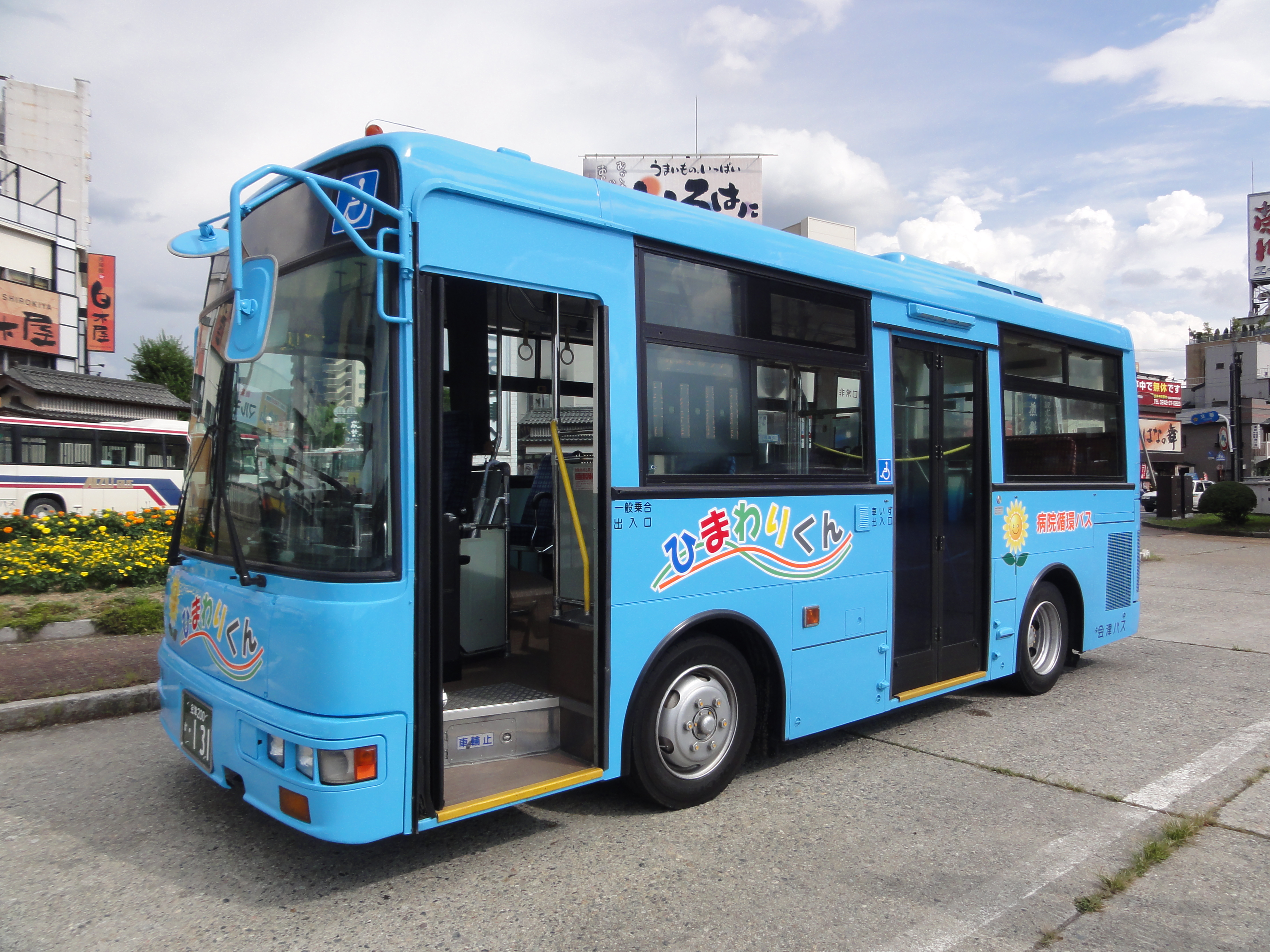
2代目「ひまわりくん」日産ディーゼルRN KC-RN210CSN
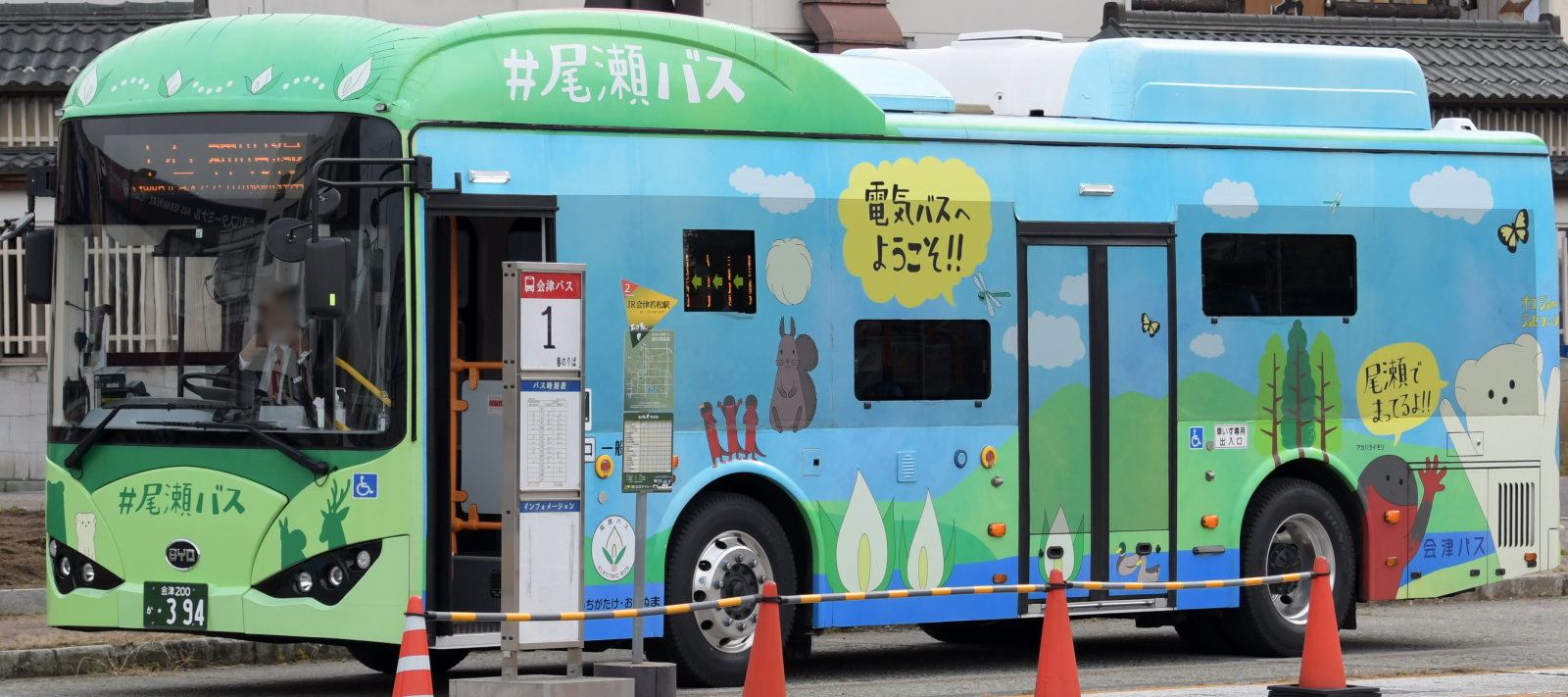
尾瀬バス BYD・K7
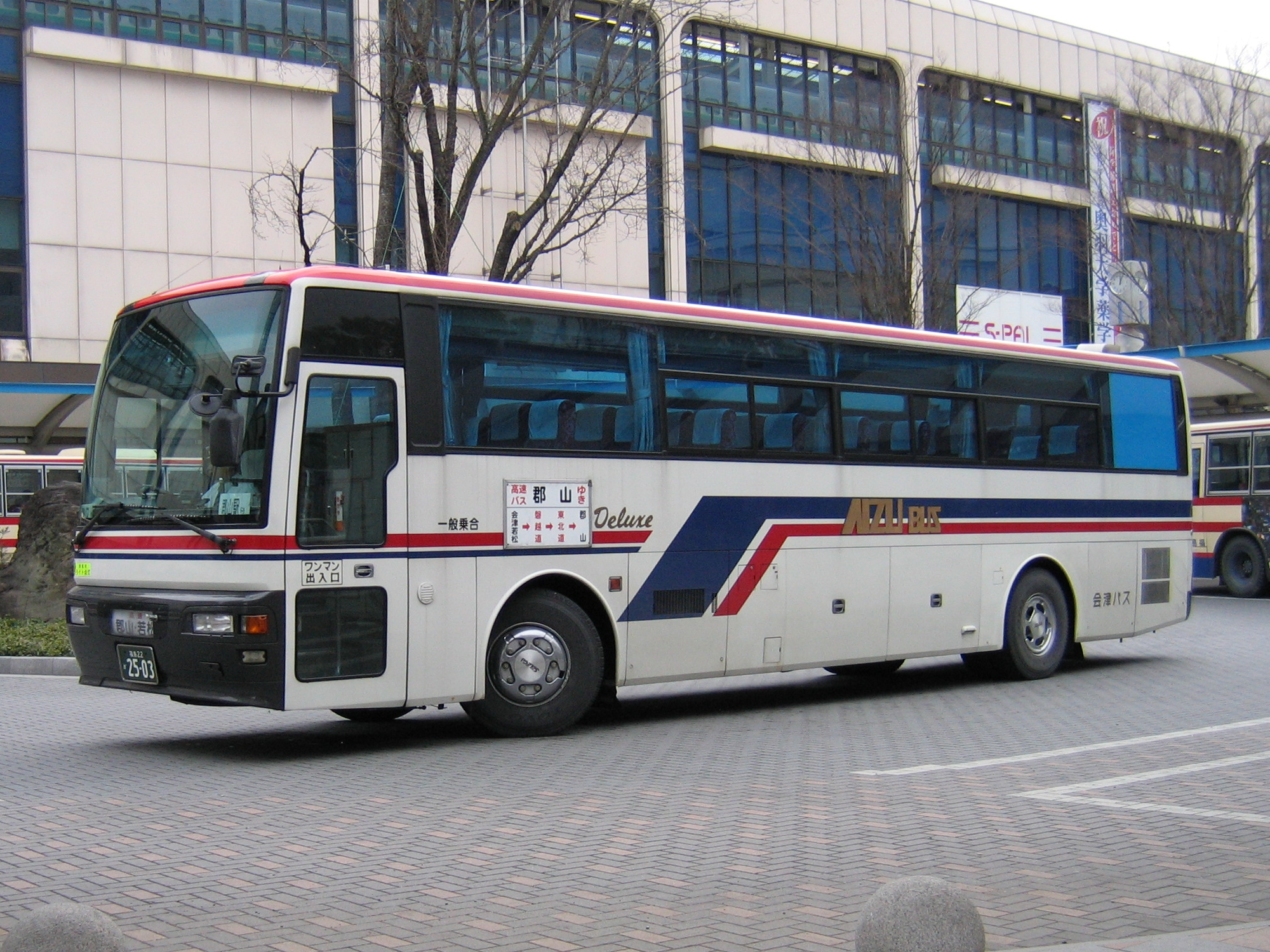
高速用車両（貸切転用車でトイレ後付け改造車の富士重工業製車体車。廃車済）
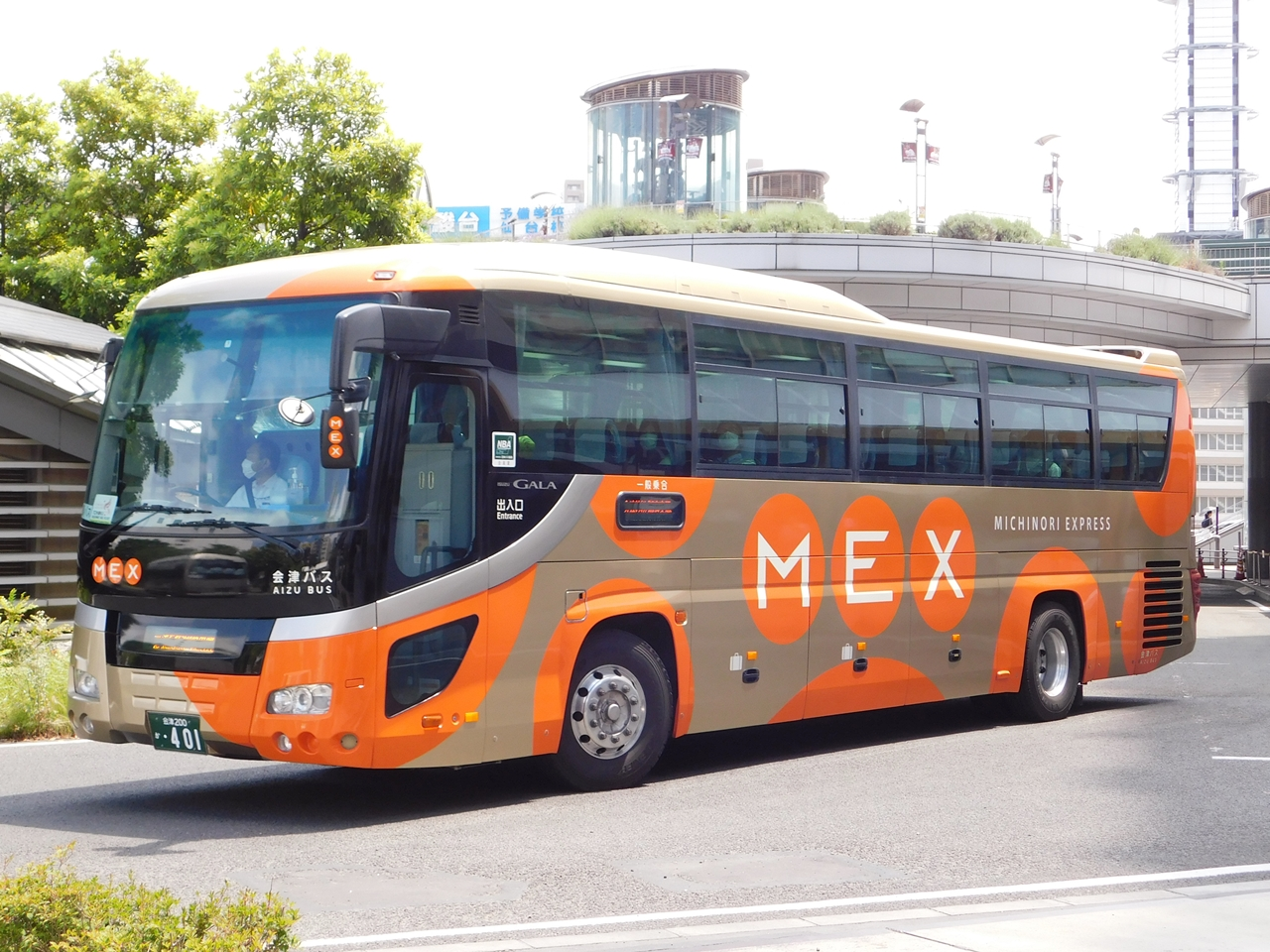
高速用車両（みちのりエクスプレス (MEX) カラー） いすゞ・ガーラ PKG-RU1ESAJ

## タクシー事業（会津タクシー）
- タクシー事業については、会津タクシーを参照。

## 関連会社
- 会津トラベルサービス株式会社 （旧称：会津乗合観光株式会社→会津バス観光A・T・S株式会社、旅行斡旋業・広告代理店）
- 会津バス・オートサービス株式会社（旧称:大洋自動車工業株式会社、自動車整備業）
- 株式会社あいづスタッフ（人材派遣業）
- ATS保険サービス株式会社（保険業）

## その他

### 東武鉄道との関係
戦時統合の際、東武鉄道傘下の自動車会社も統合した関係で、今日まで東武グループとは浅からぬ関係が続いていた。その後も東武鉄道初代社長根津嘉一郎の一族個人（根津財閥）を通じて東武による資本関係があり、登記上の本店が東京都墨田区押上の東武鉄道本社と同じ場所にあった時期 もある。そのため、かつては会津乗合自動車を広義の東武グループに含めることがあった。

### バス車内放送
路線バスの車内放送用アナウンスは日本短波放送（NSB。現・ラジオNIKKEI）OGでフリーアナウンサーの大橋照子が担当している（受託運行路線を除く）。